# 1. ŽNL Dubrovačko-neretvanska 2007./08.
1. ŽNL Dubrovačko-neretvanska je predstavljala ligu petog stupnja hrvatskog nogometnog prvenstva u sezoni 2007./08. Sudionici ovog natjecanja su nogometni klubovi na području najjužnije hrvatske županije, Dubrovačko-neretvanske. Pobjednik lige se plasirao u viši rang natjecanja 4. HNL – Jug A. 
Prvak je bila Croatia iz Gabrila, a titulu su osvojili tek u posljednjem kolu u izravnom susretu protiv drugoplasiranog Maestrala. Croatia se nije plasirala u viši rang zbog nedostatka uvjeta. Umjesto njih u viši rang je otišao Gusar Komin. BŠK Zmaj Blato na posljednjem mjestu trebao je ispasti u niži rang natjecanja 2. ŽNL, no kako se liga širila iduće sezone, ostali su nastupati u ovom rangu natjecanja.

## Sustav natjecanja
U ligi sudjeluje osam klubova, a održava se u periodu jesenske i proljetne polusezone dvokružnim sistemom. Svi klubovi međusobno igraju jedni protiv drugih jednom kao gosti i jednom kao domaćini. Osam klubova je igralo trokružnim liga-sustavom (21 kolo).

## Sudionici
- Croatia – Gabrili
- Gusar – Komin
- Hajduk – Vela Luka
- Maestral – Krvavac
- Metković – Metković
- Sokol – Dubravka
- Zmaj – Blato
- Župa dubrovačka – Čibača

## Ljestvica
| Poz. | Momčad              | U | P | N | I | G+ | G– | G+/– | Bod. | Nastavak natjecanja ili ispadanje |
| ---- | ------------------- | - | - | - | - | -- | -- | ---- | ---- | --------------------------------- |
| 1.   | Croatia Gabrili (P) | 0 | ? | ? | ? | ?  | ?  | —    | 45   |                                   |
| 2.   | Maestral            | 0 | ? | ? | ? | ?  | ?  | —    | 41   |                                   |
| 3.   | Gusar               | 0 | ? | ? | ? | ?  | ?  | —    | 32   | 4. HNL – Jug A                    |
| 4.   | Sokol               | 0 | ? | ? | ? | ?  | ?  | —    | 30   |                                   |
| 5.   | Župa dubrovačka     | 0 | ? | ? | ? | ?  | ?  | —    | 29   |                                   |
| 6.   | Metković            | 0 | ? | ? | ? | ?  | ?  | —    | 22   |                                   |
| 7.   | Hajduk Vela Luka    | 0 | ? | ? | ? | ?  | ?  | —    | 13   |                                   |
| 8.   | Zmaj Blato          | 0 | ? | ? | ? | ?  | ?  | —    | 13   |                                   |

## Rezultatska križaljka
| kratica | klub                   | CRO | GUS | HAJ | MAE | MET | SOK | ZMAJ | ŽUD |
| --- | ---------------------- | --- | --- | --- | --- | --- | --- | ---- | --- |
| CRO | Croatia Gabrili        |     |     |     |     |     |     |      |     |
| GUS | Gusar Komin            |     |     |     |     |     |     |      |     |
| HAJ | Hajduk Vela Luka       |     |     |     |     |     |     |      |     |
| MAE | Maestral Krvavac       |     |     |     |     |     |     |      |     |
| MET | Metković               |     |     |     |     |     |     |      |     |
| SOK | Sokol Dubravka         |     |     |     |     |     |     |      |     |
| ZMAJ | Zmaj Blato             |     |     |     |     |     |     |      |     |
| ŽUD | Župa dubrovačka Čibača |     |     |     |     |     |     |      |     |
| |                        |     |     |     |     |     |     |      |     |
| podebljan rezultat - utakmice od 1. do 7. kola (1. utakmica između klubova) te od 15. do 21. kola (3. utakmica između klubova) rezultat normalne debljine - utakmice od 8. do 14. kola (2. utakmica između klubova) rezultat nakošen - nije vidljiv redoslijed odigravanja međusobnih utakmica iz dostupnih izvora rezultat nakošen i smanjen * - iz dostupnih izvora nije uočljiv domaćin susreta prekrižen rezultat - poništena ili brisana utakmica p - utakmica prekinuta 3:0 p.f. / 0:3 p.f. - rezultat 3:0 bez borbe n.i. - nije igrano |                        |     |     |     |     |     |     |      |     |

 Izvori: 

## Vanjske poveznice
- Facebook stranica ŽNS Dubrovačko - neretvanski
- Županijski nogometni savez Dubrovačko-neretvanske županije